# Louis Bricard
Pour les articles homonymes, voir Bricard.
Louis Bricard né le 2 avril 1940 à La Tourlandry (près de Cholet en Maine-et-Loire) est un producteur et distributeur de musique et producteur de télévision français.

## Biographie
Après des études à l'École normale d'Orveau et à l'Université catholique de l'Ouest, Louis Bricard est professeur de lettres à l'Institution libre de Combrée (Maine-et-Loire) en 1959/1960 et 1963.
À cette période, il participe activement au lancement du groupe « Les Collégiennes de la Chanson ». À partir de ce premier succès, il s'investit totalement dans le monde musical, d'abord chez DMF (Disque Microsillon Français) puis à partir de 1968 au Studio SM où il développe une production importante de disques religieux avec de nombreux artistes (John Littleton, Jo Akepsimas, Mannick, Gaëtan de Courrèges, Jean Humenry, Raymond Fau…) et où il lance un label de disques pour enfants « Arc-en-Ciel ».
En 1977, il décide de créer sa propre société de production et distribution phonographique « Auvidis »,,, essentiellement tournée vers la musique classique, les musiques du monde et les productions pour enfants.
En 1985, il décide de donner une forte impulsion à Auvidis en reprenant des catalogues spécialisés : « Astrée » et « Valois » pour la musique classique, reprises suivies par celle du catalogue « Unidisc » pour les productions pour enfants et par l'acquisition de « Montaigne » pour la musique contemporaine et de « Silex » pour les musiques traditionnelles.
En 1986, il lance un nouveau concept de livres en cassettes puis en CD « Les Audilivres » avec des comédiens ou acteurs célèbres (Francis Huster, Jean-Louis Trintignant, Jean Rochefort, Michel Bouquet, Richard Bohringer…) pour des romans importants des XIXe et XXe siècles.
En 1991, il crée un label consacré uniquement aux musiques de films « Travelling » qui deviendra un fer de lance avec les succès énormes en 1991 de la musique du film Tous les matins du monde réalisé par Alain Corneau et en 1992 de la musique du film Farinelli réalisé par Gérard Corbiau qui se vendront toutes les deux à plus d'un million d'exemplaires.
En 1994, Louis Bricard est nommé président des Victoires de la Musique. C'est durant cette présidence et sous son impulsion qu'ont été créées en 1995 les Victoires de la Musique Classique dont il a assuré la présidence de 2002 à 2005. Il a aussi été à l'initiative des Victoires du Jazz dont il a assuré la présidence en 2002 et 2003.
Au fil des années, plusieurs centaines de récompenses nationales et internationales,(Grands Prix Académie du Disque Français - Prix de l’Académie Charles Cros - Gramophone Awards - Disques d’Or - Disques de Platine - Disques de diamant - Victoires de la Musique - Diapasons d'Or…) viennent saluer un catalogue très éclectique riche de près de trois mille références avec plusieurs centaines d’artistes (Placido Domingo - Jordi Savall - Jean-Claude Malgoire - Paul Badura-Skoda - Quatuor Mosaïques - Michel Legrand - Gérard Depardieu -  Marguerite Yourcenar - Marion Williams - Gilles Vigneault - Pauline Julien - Angélique Ionatos…)
Il produit aussi de nombreux spectacles et concerts comme L'Histoire du soldat de Stravinsky avec Carole Bouquet, Gérard Depardieu, Guillaume Depardieu, Viva la Zarzuela avec Placido Domingo, Maria Bayo et deux cents musiciens et choristes, le Chant des Femmes Bulgares, les concerts du « World Philharmonic Orchestra ».
Durant toute cette période d’activité au sein d’Auvidis, Louis Bricrad a joué un rôle déterminant dans les différentes instances professionnelles et institutionnelles pour défendre et surtout promouvoir les intérêts vitaux des producteurs et des artistes (Syndicat national de l'édition phonographique - Société civile des producteurs phonographiques - Fonds pour la Création Musicale - Victoires de la musique - Bureau Export de la Musique Française…)
En 1999, il confie l'apport artistique et créatif d'Auvidis à la construction de Naïve, nouvelle société multiculturelle indépendante française qualifiée par son fondateur Patrick Zelnik de « maison d'artistes éclectique et non conformiste ».
En 2003, le Ministre de la Culture et de la Communication Jean-Jacques Aillagon lui confie une mission de réflexion sur la musique classique qui se clôturera en décembre 2003 par la remise au Ministre du « Rapport Bricard : vingt préconisations pour la survie du disque classique ».
En 2005, il accepte la présidence du « World Philharmonic Orchestra », orchestre symphonique éphémère rassemblant pour chaque concert les premiers pupitres des plus prestigieux orchestres d'environ quatre-vingt pays.
En 2008 et 2009, en collaboration avec Act4 Productions, il lance sur France 2 en prime time « Tandem », une série d'émissions musicales télévisées de culture et de divertissement.

## Mandats professionnels
- Vice-président du SNEP (Syndicat national de l'édition phonographique) 1992/1999[22]
- Président du FCM (Fonds pour la Création Musicale) 1995/1998
- Président de l'Association Les Victoires de la Musique 1994/1995
- Administrateur de la SCPP (Société civile des producteurs phonographiques)
- Président des Victoires de la Musique Classique 2002/2005
- Président des Victoires du Jazz 2002/2003
- Président de la Commission Classique du Bureau Export de la Musique Française 2006/2007

## Distinctions
- 1993 : Chevalier de l'ordre national du Mérite
- 1995 : Médaille d'Or de la SACEM
- 1996 : Trophée du MIDEM (Marché international de l'édition musicale)
- 2000 : Chevalier de la Légion d'honneur
- 2002 : Officier de l'ordre des Arts et des Lettres
- 2004 : Officier de l'ordre national du Mérite
- 2006 : Victoire d'honneur décernée par l'Association Les Victoires de la Musique[23],[24]